# Strip (Lena-Lied)
Strip ist ein Lied der deutschen Popsängerin Lena aus dem Jahr 2021.

## Entstehung und Veröffentlichung
Das Lied wurde von der Interpretin selbst, zusammen mit den Koautoren Nicolas Rebscher und Sophie Simmons, getextet beziehungsweise komponiert. Rebscher zeichnete darüber hinaus auch für die Produktion verantwortlich.
Die Erstveröffentlichung von Strip erfolgte als Single am 4. Juni 2021 bei Polydor. Diese erschien als Einzeltrack zum Download und Streaming.

## Musikvideo
Ein Musikvideo zu Strip wurde von Stini Roehrs gedreht. Es wurde am 12. Juni 2022 erstmals online veröffentlicht. Dem Video ging ein erstes Lyrikvideo voraus, das am 4. Juni 2021 veröffentlicht wurde, gefolgt von einem Lyrikvideo in einer Winterversion, das am 17. Dezember 2021 erschien.

## Chartplatzierungen
Strip stieg am 11. Juni 2021 auf Rang 78 der deutschen Singlecharts ein und erreichte seine beste Platzierung mit Rang 70 am 6. August 2021. Das Lied avancierte zum 24. Charthit für Lena in Deutschland. In den deutschen Airplaycharts erreichte Strip mit Rang sechs seine Höchstplatzierung, ebenfalls in der Chartwoche vom 6. August 2021. 2021 belegte Strip Rang 63 der deutschen Airplay-Jahrescharts.
| ChartsChartplatzierungen | Höchstplatzierung | Wochen |
| ------------------------ | ----------------- | ------ |
| Deutschland (GfK)        | 70 (13 Wo.)       | 13     |